# Agrochola humilis
Agrochola humilis là một loài bướm đêm trong họ Noctuidae.